# Wanted – $5,000
Wanted – $5,000 é um curta-metragem norte-americano de 1919, do gênero comédia, estrelado por Harold Lloyd. O filme mudo foi dirigido por Gilbert Pratt.

## Elenco
- Harold Lloyd
- Bebe Daniels
- Sammy Brooks
- Billy Fay
- William Gillespie
- Lew Harvey
- Bud Jamison
- Margaret Joslin
- Dee Lampton
- Marie Mosquini
- James Parrott
- Snub Pollard
- Noah Young